# Aurivillius
För andra betydelser, se Aurivillius (olika betydelser).
Aurivillius var en släkt från Uppland till vilken flera betydande vetenskapsmän vid Uppsala universitet har hört.
Släktens äldste kände stamfader är Christopher Olsson, som under 1500-talet var befallningsman vid Örbyhus. Hans son Olaus (1603-1668) blev kyrkoherde och kontraktsprost i Gävle församling samt antog släktnamnet genom en latinisering av födelseorten Örbyhus. Han var med sin hustru Barbro Cassiopaea far till Petrus Aurivillius, som gifte sig med Margareta Blix som var ättling till Bureätten och Johannes Olai Anthelius, och Ericus Aurivillius, som gifte sig med Anna Loccenia, Johannes Loccenius dotter. En gren av ätten, barnen till Samuel Aurivillius (1721-1767) och Nils Rosén von Rosensteins dotter, upptogs i den adliga ätten Rosén von Rosenstein, däribland ärkebiskopen Carl von Rosenstein.

## Personer ur släkten
- Petrus Aurivillius (1637-1677), språkforskare, teolog och filosof
  - Magnus Aurivillius (1673-1740), superintendent och Karl XII:s biktfader
    - Carl Aurivillius (1717-1786), språkforskare och orientalist
      - Pehr Fabian Aurivillius (1756-1829), biblioteksman
        - Erik Wilhelm Aurivillius, prost
          - Christopher Aurivillius (1853-1928), entomolog
            -               - Bengt Aurivillius (1918-1994), kemist, hans hustru Karin Aurivillius, kemist

            - Magnus Aurivillius (1892-1928), zoolog

          - Carl Aurivillius (1854-1899), zoolog

    - Samuel Aurivillius (1721-1767), läkare
- Ericus Aurivillius (1643-1702), jurist och språkforskare